# José Belon
Pour les articles homonymes, voir Belon.
José Belon (né Marie François Joseph Belon à Alès le 15 octobre 1861 et mort le 14 décembre 1927 à Paris) est un peintre et dessinateur français.

## Biographie
Peintre au trait assuré et délicat, José Belon monte très jeune à Paris et expose au Salon des Artistes français des sujets inspirés de la capitale ou de sa ville natale, avant de devenir élève aux Beaux-arts.
Il exerce également son talent d'illustrateur pour quelques ouvrages et des périodiques comme Le Petit Journal, Gil Blas, Annales politiques, sociales, littéraires et artistiques, L'Illustré de poche, L'Intransigeant, La Presse, Le Monde illustré...
Il réalise quelques affiches (Moulin rouge, Lamalou-les-Bains, Saint-Raphaël-Quinquina, etc.).
Il fait de nombreux séjours dans le Gard où avec son frère aîné, Albin, il propose en 1909 la création du musée d'Uzès (aujourd'hui musée municipal Georges Borias). José Belon et ses amis offrent plusieurs de leurs œuvres. Jusqu'à sa mort, il fit don au musée de différents tableaux de sa composition. Sa toile Soir d’été sur le boulevard Montparnasse (1890) a été restaurée par le musée d'Uzès en 2004.

## Peintures répertoriées
- 1886 La Lutte d’hommes dans le Midi (Musée municipal Georges-Borias)
- 1886 Les Magnanarelles (Mairie d'Uzès)
- 1890 Soir d’été sur le boulevard Montparnasse (Musée municipal Georges-Borias)

Non datés :
- Portraits de sculpteurs
- Jour de fête
- Réjouissances champêtres

## Ouvrages illustrés
- Alexandre Privat d'Anglemont, Paris anecdote, avec une préface et des notes par Charles Monselet, éd. illustrée de cinquante dessins à la plume par José Belon, Paris, Rouquette, 1885 - rééd. Les Éditions de Paris, coll. « Paris insolite », 1984
- Paul Belon, En suivant Monsieur Carnot. Notes humoristiques, 50 dessins de José Belon, Plon Nourrit & Cie, 1893
- Femmes de France. Types & Coiffures, calendrier de la Belle jardinière, Paris, G. de Malherbe imprimeur, 1907